# Wim Decock
Wim Decock (* 1983) ist ein belgischer Professor für Römisches Recht, Rechtsgeschichte und Rechtsvergleichung an der Universität UCLouvain. Decock forscht im Bereich Recht und Religion mit einem Fokus auf den Juristenschriften der Spanischen Spätscholastik und des ius commune.

## Leben
Decock studierte an der KU Leuven Classics. wobei er 2003 den Bachelor (magna cum laude) und 2005 den Master (summa cum laude) erhielt. Von Oktober 2006 bis September 2008 war er ein Marie Curie EST Fellow, wobei er das erste Jahr in Frankfurt am Max-Planck-Institut für europäische Rechtsgeschichte und das zweite Jahr am Istituto Italiano di Scienze Umane in Florenz arbeitete. Von Oktober 2007 bis November 2007 war er dann am Bourse de l’Institut Historique Belge de Rome der Academia Belgica in Rom. Von Oktober 2008 bis September 2009 war er dann als Marie Curie EST Fellow am EHESS in Paris. und danach von Oktober 2009 bis August 2012 an der FWO. Im Jahr 2011 promovierte er in Rechtswissenschaften an den Universitäten Rom III und der KU. Während dieser Zeit war er von Februar bis Juli 2011 zu einem Forschungsaufenthalt in Harvard. Seine Dissertation gewann einige Preise, so den Heinz-Maier-Leibnitz-Preis 2014 der DFG und den Michael-Novak-Preis 2017. Er studierte an der KU Leuven Rechtswissenschaften, wo er 2013 den Bachelor (cum laude) machte und studierte dann an der Universität Gent weiter, wo er 2016 den Master (summa cum laude) machte.
Er arbeitete als Leiter der Nachwuchsgruppe Kanonistik, Moraltheologie und Konfliktlösung in der Frühen Neuzeit beim LOEWE-Schwerpunkt „Außergerichtliche und gerichtliche Konfliktlösung“. Er erforschte dabei insbesondere die Handels- und Finanzregelungen im 16. und 17. Jahrhunderten. Diese Funktion übte er während seiner Zeit als Forschungsmitarbeiter am Max-Planck-Institut für europäische Rechtsgeschichte aus. Seit Oktober 2013 war er als Dozent an der KU Leuven angestellt. Ebenso war er von Januar bis Juni 2014 als Dozent an der Universität Tilburg beschäftigt.
Im Jahr 2014 erhielt er einen Ruf an die KU Leuven als Professor. Seit Oktober 2014 war er dort tätig bis August 2021. Im Februar 2017 begann er an der Universität Lüttich in Teilzeit Recht zu unterrichten. Er verließ die Universität Leuven und wurde zum 1. September 2021 Professor für römisches Recht, Rechtsgeschichte und Rechtsvergleichung an der UCLouvain in Louvain-la-Neuve.

## Forschung
Als Schwerpunkt seiner Forschung gilt die Beziehung zwischen Recht, Wirtschaft und Religion. Einer seiner Schwerpunkte ist die Erforschung der Spanischen Spätscholastik und der juristisch-theologischen Literatur des 16. und 17. Jahrhunderts. Decock erforscht die Wirkung dieser Literatur für die Rechts- und Wirtschaftsrealität. So untersuchte er unter anderem die Ansicht von Theologen zum Kapitalismus, so von Leonhardus Lessius und die Rezeption des römischen und kanonischen Rechtes durch die neuzeitlichen Jesuiten zur Frage des Vertragsrechts. Er stellte dabei die Entwicklung einer Vertragsfreiheit als Ausdruck des Willens und die Anerkennung des nudum pactum in weltlichen Gerichten Iberiens durch die Schriften der Jesuiten heraus.
Im Jahr 2020 wurde ihm der VWS-Preis der Königlichen Flämischen Akademie verliehen. Im Jahr 2021 wurde er gewähltes Mitglied der Académie royale des sciences d’outre-mer. Im Jahr 2022 wurde ihm eine der zwei jährlichen Max Planck-Humboldt Medaillen verliehen.

## Publikationen (Auswahl)

### Monographien
- Theologians and Contract Law: The Moral Transformation of the Ius Commune (ca. 1500–1650), Nijhoff/Brill, 2013.
- mit Christiane Birr: Recht und Moral in der Scholastik der Frühen Neuzeit 1500–1750, De Gruyter, 2016.
- Konfliktlösung in der Frühen Neuzeit, Springer: Berlin, 2021. ISBN 978-3-662-56101-0.
- mit Janwillem Oosterhuis, Great Christian Jurists in the Low Countries, Cambridge University Press, 2021.
- mit Daniel Schwartz und Joost Possemiers: Domingo de Soto, deliberation on the cause of the poor, CLP Academic, 2022.

### Aufsätze
- Mit Gebreysus Abegaz Yimer, Courts and Traditional Financial Institutions in Ethiopia: Selected Cases Studies on Legal Hybridity. In: Proceedings of the Royal Academy for Overseas Sciences, Band 1, Nummer 1, S. 27–42, 2023.
- Mendicité et migration. Domingo de Soto, O.P., sur les droits fondamentaux des pauvres. In: Revue de Droit Canonique, Band 72, Nummer 1–2, S. 243–265
- Hugo Grotius's Views on Consent, Contract and the Christian Commonwealth – Introductory Remarks. In: Grotiana, Band des Jahres 2020, Nummer 41, S. 1–12